# Повольны, Антон
Анто́н По́вольны (нем. Anton Powolny; 19 августа 1899, Вена — предположительно 1961) — австрийский футболист, нападающий.

## Карьера
Повольны, полицейский по профессии, начал свои футбольные выступления в венском клубе «Аустрия». Он начал свою карьеру в основном составе команды в 1916 году. Большая часть его в «Аустрии» пришлась на годы Первой мировой войны, потому футболист быстро завоевал место в основе команды, лишённой многих игроков, сражающихся на фронте.
В 1921 году Повольны перешёл в клуб второго австрийского дивизиона «Обер-Санкт-Файт», а оттуда, через несколько месяцев в «Винер Шпорт-Клуб», с которым в сезоне 1921/22 выиграл первое чемпионское звание команды в истории клуба, а в следующем году достиг финала Кубка Австрии, где обыграл Вакер со счётом 3:1. В «Винере» выступал на месте левого форварда, составляя ударную связку с полузащитником Леопольдом Гибишем.
В начале 1924 года Повольны перешёл в клуб «ВАФ», но надолго там не задержался, известный австрийский тренер Карл Штюрмер, тренировавший итальянскую «Реджану», пригласил его в свой клуб. Повольны в первом сезоне забил 15 мячей в 22-х матчах. Следующий сезон у «Реджаны» не заладился, команда была вынуждена играть переходный матч за право остаться в высшей итальянской лиге с клубом Мантова. «Реджана», несмотря на два гола Повольны, проиграла 3:7 и была вынуждена опуститься во второй по значимости итальянский дивизион.
Результативность Повольны привлекла внимание к австрийцу многих итальянских команд, и в 1926 году он перешёл в «Интернационале», дебют новой команде состоялся 3 октября в матче против «Наполи», в котором Повольны сделал «дубль», а «Интер» победил 3:0. Всего в сезоне 1926/27 забил 22 мяча, став лучшим бомбардиром итальянского первенства, несмотря на то, что «Интер» занял лишь 5-е место.
По окончании сезона в «Интере» Повольны был вынужден покинуть Италию, так как было принято правило о том, что в первенстве могли принимать участие только игроки с итальянским происхождением. Переехал в Венгрию, где выступал за клуб «Аттила» из Мишкольца, который неожиданно достиг финала Кубка Венгрии, где проигралт «Ференцварошу». Затем Повольны перешёл в клуб «Сабариа», но команда вылетела из высшего венгерского дивизиона.
Повольны вернулся в Австрию, в «Винер Шпорт-Клуб», где завершил карьеру. Затем уехал в город Либерец, где тренировал клуб «Рейхенберг».
После присоединения Судетской области к Третьему рейху следы Повольны теряются. По некоторым данным футболист погиб во время Второй мировой войны, а по другим сведениям, пережил войну и дожил до 1961 года.

## Достижения

### Командные
- Чемпион Австрии: 1922
- Обладатель Кубка Австрии: 1923
- Финалист Кубка Венгрии: 1927

### Личные
- Лучший бомбардир чемпионата Италии: 1927 (22 мяча)

## Статистика выступлений
| Клуб                  | Сезон                 | Лига | Лига | Кубки | Кубки | Прочие | Прочие | Итого | Итого |
| Клуб                  | Сезон                 | Игры | Голы | Игры  | Голы  | Игры   | Голы   | Игры  | Голы  |
| --------------------- | --------------------- | ---- | ---- | ----- | ----- | ------ | ------ | ----- | ----- |
| Винер Аматёр          | 1916/17               | 2    | 1    | -     | -     | 0      | 0      | 2     | 1     |
| Винер Аматёр          | 1917/18               | 0    | 0    | 0     | 0     | 0      | 0      | 0     | 0     |
| Винер Аматёр          | 1918/19               | 0    | 0    | 0     | 0     | 0      | 0      | 0     | 0     |
| Винер Аматёр          | Итого                 | 2    | 1    | 0     | 0     | 0      | 0      | 2     | 1     |
| Обер-Санкт-Файт       | 1919/20               | 6    | 3    | 0     | 0     | 0      | 0      | 6     | 3     |
| Обер-Санкт-Файт       | 1920/21               | 15   | 9    | 2     | 0     | 0      | 0      | 17    | 9     |
| Обер-Санкт-Файт       | 1921/22               | -    | -    | 0     | 0     | 0      | 0      | 0     | 0     |
| Обер-Санкт-Файт       | Итого                 | 21   | 12   | 2     | 0     | 0      | 0      | 23    | 12    |
| Винер Шпорт-Клуб      | 1921/22               | 8    | 4    | 3     | 1     | 0      | 0      | 11    | 5     |
| Винер Шпорт-Клуб      | 1922/23               | 16   | 7    | 5     | 3     | 0      | 0      | 21    | 10    |
| Винер Шпорт-Клуб      | 1923/24               | 10   | 7    | 1     | 3     | 0      | 0      | 11    | 10    |
| Винер Шпорт-Клуб      | Итого                 | 34   | 18   | 9     | 7     | 0      | 0      | 43    | 25    |
| ВАФ                   | 1923/24               | 8    | 5    | 0     | 0     | 0      | 0      | 8     | 5     |
| ВАФ                   | Итого                 | 8    | 5    | 0     | 0     | 0      | 0      | 8     | 5     |
| Реджана               | 1924/25               | 22   | 15   | -     | -     | 0      | 0      | 22    | 15    |
| Реджана               | 1925/26               | 22   | 9    | -     | -     | 1      | 2      | 23    | 11    |
| Реджана               | Итого                 | 44   | 24   | 0     | 0     | 1      | 2      | 45    | 26    |
| Интернационале        | 1926/27               | 27   | 22   | 2     | 7     | 0      | 0      | 29    | 29    |
| Интернационале        | Итого                 | 27   | 22   | 2     | 7     | 0      | 0      | 29    | 29    |
| Аттила                | 1927/28               | 21   | 5    | 2+    | ?     | 0      | 0      | 23+   | 5+    |
| Аттила                | Итого                 | 21   | 5    | 2+    | ?     | 0      | 0      | 23+   | 5+    |
| Шабария               | 1928/29               | 16   | 5    | -     | -     | 0      | 0      | 16    | 5     |
| Шабария               | Итого                 | 16   | 5    | 0     | 0     | 0      | 0      | 16    | 5     |
| Винер Шпорт-Клуб      | 1929/30               | 6    | 1    | 0     | 0     | 0      | 0      | 6     | 1     |
| Винер Шпорт-Клуб      | Итого                 | 6    | 1    | 0     | 0     | 0      | 0      | 6     | 1     |
| Всего за «Шпорт-Клуб» | Всего за «Шпорт-Клуб» | 40   | 19   | 9     | 7     | 0      | 0      | 49    | 26    |
| Всего за карьеру      | Всего за карьеру      | 179  | 93   | 15+   | 14+   | 1      | 2      | 195+  | 109+  |